# 小行星2391
小行星2391（2391 Tomita）是一颗围绕太阳公转的小行星。1957年1月9日，卡爾·威廉·萊茵姆特在海德堡发现了此天体。
該小行星以日本天文學家富田弘一郎命名。
这颗小行星的绝对星等为283.04093等。